# MPSB 10 bis 12 (2. Besetzung)
Die Lokomotiven Nr. 10II bis 12II der Mecklenburg-Pommerschen Schmalspurbahn (MPSB) waren vierachsige Heißdampflokomotiven. Die Lokomotive 12II wurde am 1. April 1949 durch die Deutsche Reichsbahn übernommen und als 99 3462 bezeichnet.

## Geschichte
Zur Erneuerung des Fahrzeugparkes erwarb die Mecklenburg-Pommersche Schmalspurbahn ab 1930 drei vierfachgekuppelte Heißdampflokomotiven von Orenstein & Koppel. Die Lokomotiven erhielten die Betriebsnummern 10 bis 12 in zweiter Besetzung. Da sich die Lokomotiven bewährten, wurden 1937/1938 zwei weitere, jedoch etwas leichtere Lokomotiven, bestellt. Diese erhielten die Nummern 13 und 14 in zweiter Besetzung.
1945 mussten die Lokomotiven 10II und 11II als Reparationsleistung an die Sowjetunion abgegeben werden.

## DR 99 3462
Mit der Übernahme der MPSB durch die Deutsche Reichsbahn erhielt die verbliebene Lokomotive Nr. 12II die neue Betriebsnummer 99 3462. Sie war bis zur Betriebseinstellung auf der Strecke Friedland–Anklam im Einsatz.

## Einsatz bei Museumsbahnen
Im November 1971 wurde die Lokomotive an die Vale of Rheidol Railway in Wales verkauft. Im Dezember 1978 erwarb sie der Unternehmer Walter Seidensticker und setzte sie auf der Dampf-Kleinbahn Mühlenstroth unter dem Namen MECKLENBURG ein. Zur Vereinfachung der Wartung wurde der Überhitzer ausgebaut.
Seit Oktober 2012 war die Lokomotive bei der Waldeisenbahn Muskau beheimatet und wurde vor Ort in ein historisches korrektes Erscheinungsbild zurückgebaut. bis 2019 war die betriebsfähige Maschine wieder unter ihrer Betriebsnummer 99 3462 zum Einsatz.
Die Lok ist 2022 wieder bei der Dampf-Kleinbahn Mühlenstroth und hat dort eine Hauptuntersuchung und einen neuen Kessel erhalten.

## Konstruktive Merkmale
Die Lokomotiven verfügten über einen Außenrahmen aus Blech. Die Radsätze waren mit obenliegenden Blattfedern abgefedert. Die beiden vorderen und die beiden hinteren Federpakete waren jeweils mit einem Ausgleichshebel verbunden. Als Masseausgleich dienten außen an den Treib- und Kuppelzapfen angelenkte umlaufende Kurvenscheiben.
Der Dampfdom mit den beiden angeflanschten Pop-Sicherheitsventilen befand sich in der Kesselmitte. Der Ventilregler war von der Bauart Schmidt & Wagner. Die außenliegenden Heißdampftriebwerke arbeiteten auf den dritten Radsatz. Die Heusingersteuerung hatte Hängeeisen.
Der runde Sandkasten war hinter dem Dampfdom angeordnet. Der handbetätigte Sandstreuer sandete den ersten und den vierten Radsatz von vorn. Das Dampfläutewerk Bauart Latowski befand sich hinter dem Schornstein. Während der Reichsbahnzeit wurde ein Turbogenerator für die elektrische Beleuchtung angebaut.
Das lange Führerhaus besaß auf jeder Seite eine Klapptür, eine Tenderbrücke und eine Lüfteraufsatz. Der Kastentender hatte einen Außenrahmen.